# Las Łabędzki
Las Łabędzki – las miejski w Gliwicach. Znajduje się w północno-wschodniej części miasta, przylegając od strony wschodniej do dzielnicy Łabędy.

## Historia

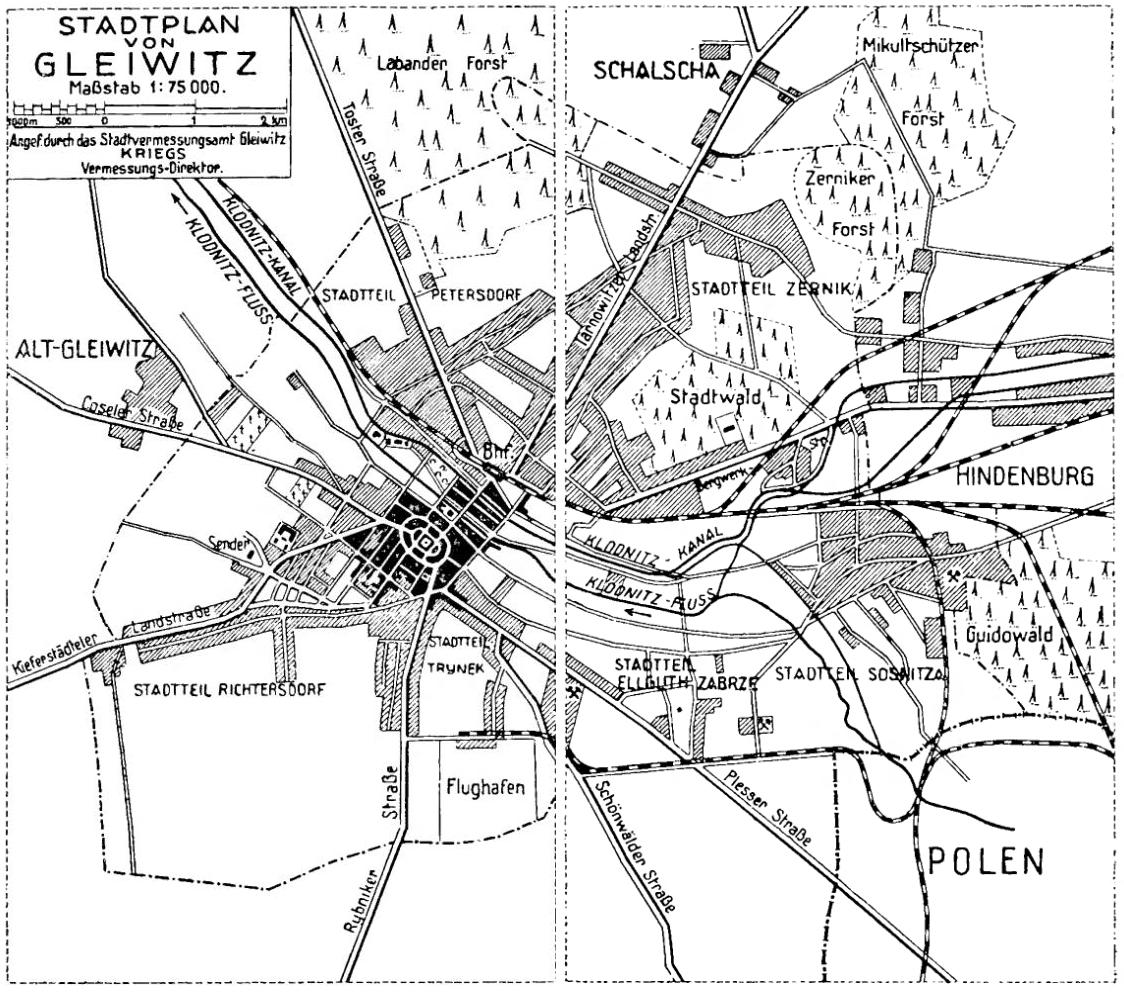
Na mapie z 1929 jako Labander Forst

W XVII wieku należał on do Starych Gliwic. Las na tym terenie jest zaznaczony na mapie z 1736 roku. W 1884 roku do Łabęd należało 6000 mórg lasu. W latach międzywojennych jego właścicielem był Johannes von Welczek, posiadacz m.in. Łabęd. W 1946 roku las przeszedł na własność Skarbu Państwa na mocy dekretu "O majątkach opuszczonych i poniemieckich". Od tego czasu w jego granicach znajduje się m.in. terenowy poligon doświadczalny Zakładów Mechanicznych „Bumar-Łabędy”.

## Eratyki
Na terenie Lasu Łabędzkiego znaleziono kilka głazów narzutowych pochodzących ze Skandynawii. Są to:
- zmetamorfizowany granit Uppsala – obwód 210 i 162 cm, wysokość 30 cm, barwa szara,
- granit Vånevik – obwód 950 cm, wysokość 200 cm, barwa jasnoróżowa,
- granit biotytowo-amfibolowy Wexiö – obwód 177 cm, wysokość 39 cm, barwa jasnoróżowa.

## Geografia
Z terenu lasu wypływa ciek Potok Leśny, przepływający następnie przez system sztucznych zbiorników powyżej Kąpieliska Leśnego i wpadający na wysokości ok. 209 m n.p.m. do basenu portowego Portu Gliwice.